# Oben am jungen Rhein
Oben am jungen Rhein (« En haut sur le jeune Rhin ») est l'hymne national du Liechtenstein. Il a été écrit par Jakob Josef Jauch en 1850 et adopté par la principauté en 1951. Il se chante sur une musique dont l'origine est incertaine mais qui pourrait avoir été composée par Jean-Baptiste Lully pour une chanson écrite par la duchesse de Brinon en 1686, avant d'être reprise par les Anglais en 1745 dans le God Save the King.
Aujourd'hui, Oben am jungen Rhein est le seul hymne national restant à partager la même mélodie avec God Save the King.

## Paroles
En 1963, le texte a été raccourci et la référence au « Rhin allemand », qui avait été introduite dans la version de 1920, a été supprimée.

### Actuelles officielles
| Paroles in allemand | Traduction en français |
| --- | --- |
| Oben am jungen Rhein Lehnet sich Liechtenstein An Alpenhöh'n. 𝄆 Dies liebe Heimatland, Das teure Vaterland, Hat Gottes weise Hand Für uns erseh'n. 𝄇 Hoch lebe Liechtenstein Blühend am jungen Rhein, Glücklich und treu. 𝄆 Hoch leb' der Fürst vom Land, Hoch unser Vaterland, Durch Bruderliebe Band Vereint und frei. 𝄇 | Tout en haut sur le Rhin naissant Se trouve le Liechtenstein Sur le sommet des alpes 𝄆 Cette patrie bien-aimée Ce cher pays de mon père Que la sage main de Dieu Nous a choisi. 𝄇 Vive long le Liechtenstein Fleurissant sur le Rhin tout jeune Heureux et fidèle 𝄆 Longue vie au Prince de ce pays Longue vie à notre patrie Par les liens de l'amour et de la fraternité Unis et libres. 𝄇 |

### Texte original
Oben am jungen Rhein
Lehnet sich Liechtenstein
An Alpenhöh'n.
𝄆 Dies liebe Heimatland,
Das teure Vaterland
Hat Gottes weise Hand
Für uns erseh'n. 𝄇
Wo einst St. Lucien
Frieden nach Rhätien
Hineingebracht
𝄆 Dort an dem Grenzestein
Und längs des jungen Rhein
Steht furchtlos Liechtenstein
Auf Deutschlands Wacht. 𝄇
Lieblich zur Sommerzeit
Auf hoher Alpenweid
Schwebt Himmelsruh:
𝄆 Wo frei die Gemse springt,
Kühn sich der Adler schwingt,
Der Senn das Ave singt
Der Heimat zu. 𝄇
Von grünen Felsenhöh'n
Freundlich es ist zu seh'n
Mit einem Blick:
𝄆 Wie des Rhein's Silberband
Säumet das schöne Land,
Ein kleines Vaterland
Von stillem Glück. 𝄇
Treu und fest, wenn schon klein
Im deutschen Reichsverein
Ruht Liechtenstein.
𝄆 Lichtvoll auf ew'gem Grund
Einig und kerngesund
In Sturm und Nacht dem Bund
Leuchtstern zu sein. 𝄇
Theilt nicht des Fürsten Herz
Väterlich Freud' und Schmerz
Mit Kindern hier?
𝄆 Nicht ihn erhält das Land —
So reichet ihm die Hand,
In unserm Vaterland
Vater und Zier! 𝄇
Hoch lebe Liechtenstein,
Blühend am jungen Rhein,
Glücklich und treu.
𝄆 Hoch leb' der Fürst vom Land,
Hoch unser Vaterland,
Durch Bruderliebe Band
Vereint und frei. 𝄇